# Deportes Iberia
O Deportes Iberia, também conhecido como Iberia, é um clube esportivo localizado em Los Ángeles, município da província de Biobío, na região de mesmo nome, no Chile. Transformou-se em Sociedade Anônima Desportiva Profissional (SADP) em 10 de janeiro de 2012. Atualmente joga a Terceira Divisão do Chile, a quarta divisão chilena.

Escudo

Foi fundado em 15 de junho de 1933, por um grupo de jovens no bairro Independencia, na cidade de Santiago. Seu nome se deve a fins comerciais. Um dos sócios arranjou "patrocínio" para o clube com a compra dos uniformes através de uma seguradora chamada "La Iberia". O clube mudou sua localização para o município de Puente Alto em 1966, e mais tarde, em fevereiro de 1969, fixou residência, que acabou sendo definitiva, em Los Ángeles.
A sua principal atividade é o futebol, onde joga na Tercera División A, a quarta divisão do futebol chileno.
O clube manda seus jogos no Municipal de Los Ángeles, também situado em Los Ángeles, com capacidade aproximada para 4.150 espectadores.
Em suas 41 temporadas na categoria de prata do futebol chileno, o Deportes Iberia fez campanha destacada no Torneo Apertura de 1984, sagrando-se campeão sob o comando técnico de Óscar Zambrano, derrotando na final o Curicó Unido. Desde a criação da Segunda División Profesional em 2012, o Deportes Iberia é o time com mais títulos conquistados: 2012, 2013 e 2013–14.

## Títulos

### Futebol masculino
| Divisão  | Competição                   | Total | Ano(s) / Temporada(s)                    | Fonte             |
| -------- | ---------------------------- | ----- | ---------------------------------------- | ----------------- |
| Segunda  | División de Honor Amateur    | 1     | 1943                                     | [ 1 ] [ 2 ] [ 5 ] |
| Terceira | Segunda División Profesional | 3     | 2012, Torneo Transición de 2013, 2013–14 | [ 1 ] [ 2 ] [ 5 ] |